# Minas Morgul
Minas Morgul (sin. Wieża złych czarów, do roku 2002 Trzeciej Ery Minas Ithil, sin. Wieża Księżyca) – miasto-twierdza ze stworzonej przez J.R.R. Tolkiena mitologii Śródziemia.

## Minas Ithil
Zostało założone przez Isildura ok. 3320 roku Drugiej Ery na zewnętrznym grzbiecie Ephel Dúath w Ithilien. Na dziedzińcu rosło Białe Drzewo, spalone po zdobyciu miasta przez Saurona; w mieście był też przechowywany jeden z palantírów.
W 3429 roku DE zdobyte przez Saurona, odzyskane przez wojska Ostatniego Sojuszu prawdopodobnie ok. 3434 roku Drugiej Ery.
Nocą mury miasta lśniły odbijającym się światłem księżyca.

## Minas Morgul
W 2000 roku Trzeciej Ery Minas Ithil zostało zaatakowane przez Nazgûli i zdobyte po dwóch latach oblężenia. Nazgûle uczyniły je swoją siedzibą, a wtedy miasto zyskało nową nazwę.
Miasto leżało w górnej części doliny nazwanej w 2002 roku Imlad Morgul (sin. Dolina złych czarów). Wypływały z niej zatrute strumienie (m.in. Morgulduina, sin. Morgulduin, Rzeka złych czarów, wpadająca do Anduiny).
Prawdopodobnie w tym mieście zginął ostatni król Gondoru z linii Anáriona, Eärnur, którego Czarnoksiężnik z Angmaru wyzwał na pojedynek w 2043 roku. Eärnur w 2050 roku Trzeciej Ery przyjął wyzwanie i pojechał do Minas Morgul wraz z niewielką świtą. Powszechnie przypuszczano, że zginął tam torturowany.
Obok miasta znajdowały się Kręte Schody, tajna ścieżka do Mordoru.

## Przełom Trzeciej i Czwartej Ery
Miasto to widzieli podczas swej wyprawy Frodo Baggins i Samwise Gamgee. Podczas Wojny o Pierścień z Minas Morgul wyszły wojska prowadzone przez Wodza Nazgûli na wojnę z Gondorem.
Król Elessar kazał zburzyć Minas Morgul z powodu złej sławy, jaką się cieszyło oraz ze względu na jego wcześniejszych mieszkańców – orków i Nazgûli. Łąki na Imlad Morgul zostały spalone, a most na Morgulduinie zburzony.